# Campalagian
Campalagian (Tjampalagian) ist eine in den Bezirken Polewali Mandar und Majene auf Sulawesi gesprochene Sprache. Sie gehört zu den austronesischen Sprachen. Sie ist nahe mit der buginesischen Sprache verwandt.